# ۹۶ (قمری)
۹۶ (قمری)، نود و ششمین سال در گاهشماری هجری قمری است. اول محرم این سال برابر با بیستم سپتامبر سال ۷۱۴ میلادی است.